# Bryter Layter
Bryter Layter ist das zweite Studioalbum des britischen Folk-Sängers Nick Drake und wurde von Island Records am 5. März 1971 veröffentlicht. Der Albumtitel ist eine Stilisierung von „brighter later“ („Später heiter“), einer gängigen Redewendung aus damaligen Wetterberichten des BBC.

## Hintergrund
Das Album entstand 1970 und sollte ursprünglich im November des Jahres erscheinen, die Veröffentlichung verzögerte sich jedoch bis März 1971. 
Bryter Layter gilt als das am aufwendigsten produzierte Album von Drake. Als Studiomusiker waren unter anderem John Cale (Multiinstrumentalist und früheres Mitglied von The Velvet Underground) und Richard Thompson (Gitarrist von Fairport Convention) sowie die Soul-Sängerinnen P. P. Arnold und Doris Troy beteiligt. Schlagzeuger Mike Kowalski und Gitarrist Ed Carter gehörten der Tour-Band der Beach Boys an.
Wie der Vorgänger Five Leaves Left verknüpft das Album melancholischen Folk mit Kammermusik, so kommen neben Gitarren auch Streichinstrumente, Flöte und Cembalo zum Einsatz. Außerdem gibt es spielerische Jazz-Anklänge auf mehreren Songs, darunter At the Chime of a City Clock und Poor Boy.

## Titelliste
Alle Songs stammen aus der Feder von Nick Drake.
Seite 1
1. Introduction – 1:33
2. Hazey Jane II – 3:46
3. At the Chime of a City Clock – 4:47
4. One of These Things First – 4:52
5. Hazey Jane I – 4:31
Seite 2
6. Bryter Layter – 3:24
7. Fly – 3:00
8. Poor Boy – 6:09
9. Northern Sky – 3:47
10. Sunday – 3:42

## Besetzung
- Nick Drake – Gesang, Gitarre
- Dave Pegg – Bass (Tracks 1–3, 5–10)
- Ed Carter – Bass (4)
- Dave Mattacks – Schlagzeug (1, 2, 5, 6, 10)
- Mike Kowalski – Schlagzeug (3, 4, 8, 9)
- Richard Thompson – Lead-Gitarre (2)
- Ray Warleigh – Altsaxophon (3, 8), Flöte (10)
- Paul Harris – Piano (4)
- Chris McGregor – Piano (8)
- Lyn Dobson – Flûte (6)
- John Cale – Bratsche, Cembalo (7), Celesta, Piano, Orgel (9)
- P. P. Arnold – Begleitgesang (8)
- Doris Troy – Begleitgesang (8)

Produktion
- Robert Kirby – Arrangements (1–3, 5, 10)
- Joe Boyd – Produzent
- John Wood – Toningenieur
- Nigel Waymouth – Coverfoto, Albumcover

## Rezeption
Das Album Bryter Layter gilt, wie alle drei Alben von Nick Drake, als Klassiker der Musikgeschichte und taucht in vielen Bestenlisten von Musikmagazinen auf. Der Rolling Stone wählte es 2003 auf Platz 245 der 500 besten Alben aller Zeiten (deutschsprachige Ausgabe Platz 145).

„Nach dem grandiosen, aber kommerziell nicht erfolgreichen Debüt ‚Five Leaves Left‘ verließ sich Nick Drake wieder auf Produzent Joe Boyd und den Arrangeur Robert Kirby. […] Der Aufwand zahlte sich erneut nur künstlerisch aus: Das durchweg filigrane Songmaterial lebte von den kongenialen Arrangements Kirbys und Drakes fein gewobenen Melodien.“

In der Auswahl der 500 besten Alben aller Zeiten des New Musical Express erreichte es Platz 140. Das Magazin wählte Bryter Layter zudem auf Platz 14 der 50 besten Alben des Jahrzehnts.
Bryter Layter belegt Platz 50 der 200 besten Alben aller Zeiten von Uncut.
Pitchfork führt es auf Platz 55 der 100 besten Alben der 1970er Jahre.

„Die recht leichte, spielerische Stimmung der LP widerspricht der Legende. Auf dem jazzigen „Poor Boy“ scheint sich Drake über die eigene Melancholie zu amüsieren; auch die instrumentale „Introduction“ strahlt positive Energie aus. Und „Northern Sky“ ist einfach zu schön für einen Songwriter, dem das Leben egal war. Nur das überdrüssige „One Of These Things First“ und das leicht beunruhigende „Fly“ lassen eine Verdunklung von Drakes Gemüt erahnen. Bryter Layter ist Zeugnis einer Zeit, in der Drake zwar enttäuscht war, doch noch nicht verzweifelte, weil sich kein Erfolg einstellen wollte – eine ideale Einführung in seine Musik.“

Bryter Layter wurde wie auch Five Leaves Left und Pink Moon in die 1001 Albums You Must Hear Before You Die aufgenommen.

## Nachwirkung
Einige der Songs des Albums wurden von anderen Musikern gecovert, darunter At the Chime of a City Clock von The High Llamas, Northern Sky von Maximo Park sowie Fly von Kristin Hersh und The Soundtrack of Our Lives. Für das 2023 erschienene Tributalbum The Endless Coloured Ways: The Songs of Nick Drake wurde Northern Sky von Karine Polwart und Kris Drever, One of These Things First von Emeli Sandé, Hazey Jane II von Camille, Poor Boy von Nadia Reid und Fly von Philip Selway interpretiert.
Fly ist in Wes Andersons Film The Royal Tenenbaums zu hören. Northern Sky unterlegt den Vorspann von Der wunderbare Mr. Rogers. One of These Things First ist auf dem Grammy-prämierten Soundtrack von Garden State vertreten. Songs des Albums kamen in verschiedenen Fernsehserien wie This Is Us oder Elementary zum Einsatz.
Auch das Albumcover wurde zitiert: Mit ihrem Album Akuma no Uta zollte die japanische Experimental-Band Boris ab der US-Veröffentlichung dem Nick-Drake-Album Tribut.